# Vlatko Marković
Vlatko Marković (Bugojno, 1937. január 1. – Zágráb, 2013. szeptember 23.) jugoszláv válogatott horvát labdarúgó, hátvéd, edző, sportvezető. 1999 és 2012 között a Horvát labdarúgó-szövetség elnöke.

## Pályafutása

### Klubcsapatban
Az Iskra Bugojno csapatában kezdte a labdarúgást. 1956 és 1958 között a Čelik Zenica labdarúgója volt. 1958 és 1965 között a Dinamo Zagreb csapatában játszott és két-két jugoszláv bajnoki ezüst- és bronzérmet nyert az együttessel. A jugoszláv kupát három alkalommal nyerte el zágrábi csapattal: 1960-ban, 1963-ban és 1965-ben.
Az 1966–67-es idényben az osztrák Wiener SC labdarúgója volt és csatárként szerepelt. 30 mérkőzésen 19 gólt szerzett. Idény közben egy mérkőzésen a belga La Gantoise csapatában is pályára lépett, mint hátvéd. A következő idényben az Austria Wien csapatában fejezte be az aktív labdarúgást.

### A válogatottban
1958 és 1959 között három alkalommal szerepelt a jugoszláv U21-es válogatottban. 1961. május 7-én Belgrádban mutatkozott be a jugoszláv válogatottban Magyarország ellen. A találkozó 4–2-es magyar győzelemmel zárult. Tagja volt az 1962-es chilei világbajnokságon negyedik helyezést elért csapatnak, ahol a csapat legjobb játékosának választották. 1962. szeptember 30-án az NSZK ellen lépett utoljára pályára a jugoszláv csapatban. A
mérkőzés 3–2-es nyugatnémet győzelemmel ért véget.

### Edzőként
Edzői diplomáját a zágrábi egyetemen szerezte. 1970-ben az NK Zagreb csapatánál kezdett edzőként tevékenykedni. 1971 és 1973 között a jugoszláv U23-as válogatottnál is dolgozott. 1973-ban a belga Standard Liège, 1974 és 1976 között a francia OGC Nice edzője volt. A nizzai csapattal az 1975–76-os idényben bajnoki ezüstérmet szerzett. 1977-ben hazatért. Egy idényen át a Hajduk Split, majd két idényen át a Dinamo Zagreb vezetőedzője volt. A Hajdukkal bajnoki bronzérmes (1977–78), a Dinamoval ezüstérmet (1978–79) és jugoszláv kupát nyert (1980). Az 1980–81-es idényre visszatért az OGC Nice együtteséhez. 1983-ban egy rövid ideig ismét a Dinamo Zagreb csapatánál tevékenykedett. 1985–86-os és 1988–89-es szezonokban az osztrák Rapid Wien vezetőedzője volt átmeneti időre. Először Otto Barićot, majd Hans Kranklt helyettesítette a kispadon. Barić a VfB Stuttgartnál próbált szerencsét, de idő előtt visszatért Bécsbe, míg Kranklnak még folyamatban volt az edzői szakképesítésének a megszerzése. Az 1990-es évek elején két alkalommal ismét a Dinamo Zagreb szakmai irányítója volt. 1992–93-ban a horvát válogatott szövetségi kapitánya volt. Egy barátságos mérkőzésen ült a kispadon 1993. június 25-én, Zágrábban Ukrajna ellen, ahol 3–1-es horvát győzelem született.

### Sportvezetőként
1999. december 18-án választották a Horvát labdarúgó-szövetség elnökévé. 2002-ben és 2006. decemberben 16-án újabb ciklusra elnökké választották. Egyik kezdeményezője és támogatója volt a magyar-horvát pályázatnak a 2012-es Európa-bajnokságra. 2012. május 15-én lemondott az elnök tisztéről.

## Sikerei, díjai

### Játékosként
Jugoszlávia
- Világbajnokság
  - 4. helyezett: 1962, Chile

 Dinamo Zagreb
- Vásárvárosok kupája (VVK)
  - döntős: 1962–63
- Jugoszláv bajnokság
  - 2.: 1959–60, 1962–63
  - 3.: 1961–62, 1963–64
- Jugoszláv kupa
  - győztes: 1960, 1963, 1965
  - döntős: 1964

 Austria Wien
- Osztrák bajnokság
  - 3.: 1967–68

### Edzőként
OGC Nice
- Francia bajnokság
  - 2.: 1975–76

 Hajduk Split
- Jugoszláv bajnokság
  - 3.: 1977–78

 Dinamo Zagreb
- Jugoszláv bajnokság
  - 2.: 1978–79, 1990–91
- Jugoszláv kupa
  - győztes: 1980

 Rapid Wien
- Osztrák bajnokság
  - 2.: 1985–86
- Osztrák kupa
  - döntős: 1986